# Mistrzostwa Europy w Koszykówce Mężczyzn 1991
Mistrzostwa Europy w koszykówce mężczyzn 1991 odbyły się w dniach 24–29 czerwca 1991 we Włoszech. Zwyciężyła drużyna Jugosławii, pokonując w finale drużynę gospodarzy 88:73. Brąz wywalczyła drużyna Hiszpanii po pokonaniu w meczu o 3. miejsce Francji 101:83. Na piątym miejscu uplasowali się Grecy, pokonując Czechosłowację 95:79. Reprezentacja Polski zajęła siódme miejsce po wygranej 90:86 z Bułgarią.

## Grupy
Osiem drużyn występujących w mistrzostwach zostało podzielonych na dwie grupy:
| Grupa A    | Grupa B        |
| ---------- | -------------- |
| Bułgaria   | Francja        |
| Jugosławia | Grecja         |
| Polska     | Włochy         |
| Hiszpania  | Czechosłowacja |

## Faza grupowa

### Grupa A

#### Tabela
| msc. | Drużyna    | pkt | zw. | por. | stosunek koszy |
| ---- | ---------- | --- | --- | ---- | -------------- |
| 1    | Jugosławia | 6   | 3   | 0    | 268 : 196      |
| 2    | Hiszpania  | 5   | 2   | 1    | 234 : 236      |
| 3    | Polska     | 4   | 1   | 2    | 211 : 251      |
| 4    | Bułgaria   | 3   | 0   | 3    | 236 : 266      |

#### Wyniki
| Bułgaria   | 75 – 83  | Polska     |
| Jugosławia | 76 – 67  | Hiszpania  |
| Hiszpania  | 94 – 93  | Bułgaria   |
| Jugosławia | 103 – 61 | Polska     |
| Polska     | 67 – 73  | Hiszpania  |
| Bułgaria   | 68 – 89  | Jugosławia |

### Grupa B

#### Tabela
| msc. | Drużyna        | pkt | zw. | por. | stosunek koszy |
| ---- | -------------- | --- | --- | ---- | -------------- |
| 1    | Włochy         | 6   | 3   | 0    | 259 : 224      |
| 2    | Francja        | 4   | 1   | 2    | 257 : 248      |
| 3    | Grecja         | 4   | 1   | 2    | 278 : 286      |
| 4    | Czechosłowacja | 4   | 1   | 2    | 283 : 319      |

#### Wyniki
| Francja | 104 – 80  | Czechosłowacja |
| Grecja  | 72 – 82   | Włochy         |
| Grecja  | 113 – 123 | Czechosłowacja |
| Włochy  | 75 – 72   | Francja        |
| Grecja  | 93 – 81   | Francja        |
| Włochy  | 102 – 80  | Czechosłowacja |

## Faza pucharowa

### O miejsca 5 – 8
| Grecja         | 110 – 83 | Bułgaria |
| Czechosłowacja | 85 – 72  | Polska   |

### Półfinały
| Jugosławia | 97 – 76 | Francja   |
| Włochy     | 93 – 90 | Hiszpania |

### Finały

#### Mecz o 7. miejsce
| Bułgaria | 86 – 90 | Polska |

#### Mecz o 5. miejsce
| Grecja | 95 – 79 | Czechosłowacja |

#### Mecz o 3. miejsce
| Hiszpania | 101 – 83 | Francja |

### Finał
| Jugosławia | 88 – 73 | Włochy |

## Klasyfikacja ostateczna
| Msc. | Zespół         |
| ---- | -------------- |
| 1    | Jugosławia     |
| 2    | Włochy         |
| 3    | Hiszpania      |
| 4    | Francja        |
| 5    | Grecja         |
| 6    | Czechosłowacja |
| 7    | Polska         |
| 8    | Bułgaria       |